# Seznam týmů a jezdců na Tour de France 2022
Na startovní listině Tour de France 2022 bylo celkem 176 cyklistů z 22 cyklistických stájí.
| Číslo | Jezdec                     |
| ----- | -------------------------- |
| 1     | Tadej Pogačar (SLO)        |
| 2     | George Bennett (NZL)       |
| 3     | Mikkel Bjerg (DEN)         |
| 4     | Vegard Stake Laengen (NOR) |
| 5     | Rafał Majka (POL)          |
| 6     | Brandon McNulty (USA)      |
| 7     | Marc Soler (ESP)           |
| 8     | Marc Hirschi (SUI)         |

| Číslo | Jezdec                     |
| ----- | -------------------------- |
| 11    | Primož Roglič (SLO)        |
| 12    | Tiesj Benoot (BEL)         |
| 13    | Steven Kruijswijk (NED)    |
| 14    | Sepp Kuss (USA)            |
| 15    | Christophe Laporte (FRA)   |
| 16    | Wout van Aert (BEL)        |
| 17    | Nathan Van Hooydonck (BEL) |
| 18    | Jonas Vingegaard (DEN)     |

| Číslo | Jezdec                       |
| ----- | ---------------------------- |
| 21    | Geraint Thomas (GBR)         |
| 22    | Daniel Felipe Martínez (COL) |
| 23    | Jonathan Castroviejo (ESP)   |
| 24    | Filippo Ganna (ITA)          |
| 25    | Tom Pidcock (GBR)            |
| 26    | Luke Rowe (GBR)              |
| 27    | Dylan van Baarle (NED)       |
| 28    | Adam Yates (GBR)             |

| Číslo | Jezdec                       |
| ----- | ---------------------------- |
| 31    | Ben O'Connor (AUS)           |
| 32    | Geoffrey Bouchard (FRA)      |
| 33    | Mikaël Cherel (FRA)          |
| 34    | Benoît Cosnefroy (FRA)       |
| 35    | Stan Dewulf (BEL)            |
| 36    | Bob Jungels (LUX)            |
| 37    | Oliver Naesen (BEL)          |
| 38    | Aurélien Paret-Peintre (FRA) |

| Číslo | Jezdec                      |
| ----- | --------------------------- |
| 41    | Alexandr Vlasov             |
| 42    | Felix Großschartner (AUT)   |
| 43    | Marco Haller (AUT)          |
| 44    | Lennard Kämna (GER)         |
| 45    | Patrick Konrad (AUT)        |
| 46    | Nils Politt (GER)           |
| 47    | Maximilian Schachmann (GER) |
| 48    | Danny van Poppel (NED)      |

| Číslo | Jezdec                      |
| ----- | --------------------------- |
| 51    | Fabio Jakobsen (NED)        |
| 52    | Kasper Asgreen (DEN)        |
| 53    | Andrea Bagioli (ITA)        |
| 54    | Mattia Cattaneo (ITA)       |
| 55    | Mikkel Frølich Honoré (DEN) |
| 56    | Yves Lampaert (BEL)         |
| 57    | Michael Mørkøv (DEN)        |
| 58    | Florian Sénéchal (FRA)      |

| Číslo | Jezdec                  |
| ----- | ----------------------- |
| 61    | Enric Mas (ESP)         |
| 62    | Imanol Erviti (ESP)     |
| 63    | Gorka Izagirre (ESP)    |
| 64    | Matteo Jorgenson (USA)  |
| 65    | Gregor Mühlberger (AUT) |
| 66    | Nelson Oliveira (POR)   |
| 67    | Albert Torres (ESP)     |
| 68    | Carlos Verona (ESP)     |

| Číslo | Jezdec                    |
| ----- | ------------------------- |
| 71    | Guillaume Martin (FRA)    |
| 72    | Pierre-Luc Périchon (FRA) |
| 73    | Simon Geschke (GER)       |
| 74    | Ion Izagirre (ESP)        |
| 75    | Victor Lafay (FRA)        |
| 76    | Anthony Perez (FRA)       |
| 77    | Benjamin Thomas (FRA)     |
| 78    | Max Walscheid (GER)       |

| Číslo | Jezdec                  |
| ----- | ----------------------- |
| 81    | Jack Haig (AUS)         |
| 82    | Damiano Caruso (ITA)    |
| 83    | Kamil Gradek (POL)      |
| 84    | Matej Mohorič (SLO)     |
| 85    | Luis León Sánchez (ESP) |
| 86    | Dylan Teuns (BEL)       |
| 87    | Jan Tratnik (SLO)       |
| 88    | Fred Wright (GBR)       |

| Číslo | Jezdec                 |
| ----- | ---------------------- |
| 91    | David Gaudu (FRA)      |
| 92    | Antoine Duchesne (CAN) |
| 93    | Kevin Geniets (LUX)    |
| 94    | Stefan Küng (SUI)      |
| 95    | Olivier Le Gac (FRA)   |
| 96    | Valentin Madouas (FRA) |
| 97    | Thibaut Pinot (FRA)    |
| 98    | Michael Storer (AUS)   |

| Číslo | Jezdec                         |
| ----- | ------------------------------ |
| 101   | Mathieu van der Poel (NED)     |
| 102   | Silvan Dillier (SUI)           |
| 103   | Michael Gogl (AUT)             |
| 104   | Alexander Krieger (GER)        |
| 105   | Jasper Philipsen (BEL)         |
| 106   | Edward Planckaert (BEL)        |
| 107   | Kristian Sbaragli (ITA)        |
| 108   | Guillaume Van Keirsbulck (BEL) |

| Číslo | Jezdec                   |
| ----- | ------------------------ |
| 111   | Romain Bardet (FRA)      |
| 112   | Alberto Dainese (ITA)    |
| 113   | John Degenkolb (GER)     |
| 114   | Nils Eekhoff (NED)       |
| 115   | Chris Hamilton (AUS)     |
| 116   | Andreas Leknessund (NOR) |
| 117   | Martijn Tusveld (NED)    |
| 118   | Kevin Vermaerke (USA)    |

| Číslo | Jezdec                   |
| ----- | ------------------------ |
| 121   | Alexander Kristoff (NOR) |
| 122   | Sven Erik Bystrøm (NOR)  |
| 123   | Kobe Goossens (BEL)      |
| 124   | Louis Meintjes (RSA)     |
| 125   | Andrea Pasqualon (ITA)   |
| 126   | Adrien Petit (FRA)       |
| 127   | Taco van der Hoorn (NED) |
| 128   | Georg Zimmermann (GER)   |

| Číslo | Jezdec                |
| ----- | --------------------- |
| 131   | Alexey Lutsenko (KAZ) |
| 132   | Alexandr Riabushenko  |
| 133   | Joe Dombrowski (USA)  |
| 134   | Fabio Felline (ITA)   |
| 135   | Dmitriy Gruzdev (KAZ) |
| 136   | Gianni Moscon (ITA)   |
| 137   | Simone Velasco (ITA)  |
| 138   | Andrey Zeits (KAZ)    |

| Číslo | Jezdec                 |
| ----- | ---------------------- |
| 141   | Rigoberto Urán (COL)   |
| 142   | Ruben Guerreiro (POR)  |
| 143   | Alberto Bettiol (ITA)  |
| 144   | Stefan Bissegger (SUI) |
| 145   | Owain Doull (GBR)      |
| 146   | Magnus Cort (DEN)      |
| 147   | Neilson Powless (USA)  |
| 148   | Jonas Rutsch (GER)     |

| Číslo | Jezdec                |
| ----- | --------------------- |
| 151   | Nairo Quintana (COL)  |
| 152   | Warren Barguil (FRA)  |
| 153   | Maxime Bouet (FRA)    |
| 154   | Amaury Capiot (BEL)   |
| 155   | Hugo Hofstetter (FRA) |
| 156   | Matis Louvel (FRA)    |
| 157   | Łukasz Owsian (POL)   |
| 158   | Connor Swift (GBR)    |

| Číslo | Jezdec                            |
| ----- | --------------------------------- |
| 161   | Caleb Ewan (AUS)                  |
| 162   | Frederik Frison (BEL)             |
| 163   | Philippe Gilbert (BEL)            |
| 164   | Reinardt Janse van Rensburg (RSA) |
| 165   | Andreas Kron (DEN)                |
| 166   | Brent Van Moer (BEL)              |
| 167   | Florian Vermeersch (BEL)          |
| 168   | Tim Wellens (BEL)                 |

| Číslo | Jezdec               |
| ----- | -------------------- |
| 171   | Mads Pedersen (DEN)  |
| 172   | Giulio Ciccone (ITA) |
| 173   | Tony Gallopin (FRA)  |
| 174   | Alex Kirsch (LUX)    |
| 175   | Bauke Mollema (NED)  |
| 176   | Quinn Simmons (USA)  |
| 177   | Toms Skujiņš (LAT)   |
| 178   | Jasper Stuyven (BEL) |

| Číslo | Jezdec                     |
| ----- | -------------------------- |
| 181   | Peter Sagan (SVK)          |
| 182   | Edvald Boasson Hagen (NOR) |
| 183   | Maciej Bodnar (POL)        |
| 184   | Mathieu Burgaudeau (FRA)   |
| 185   | Pierre Latour (FRA)        |
| 186   | Daniel Oss (ITA)           |
| 187   | Anthony Turgis (FRA)       |
| 188   | Alexis Vuillermoz (FRA)    |

| Číslo | Jezdec                 |
| ----- | ---------------------- |
| 191   | Chris Froome (GBR)     |
| 192   | Guillaume Boivin (CAN) |
| 193   | Simon Clarke (AUS)     |
| 194   | Jakob Fuglsang (DEN)   |
| 195   | Guy Niv (ISR)          |
| 196   | Hugo Houle (CAN)       |
| 197   | Krists Neilands (LAT)  |
| 198   | Michael Woods (CAN)    |

| Číslo | Jezdec                        |
| ----- | ----------------------------- |
| 201   | Michael Matthews (AUS)        |
| 202   | Jack Bauer (NZL)              |
| 203   | Luke Durbridge (AUS)          |
| 204   | Dylan Groenewegen (NED)       |
| 205   | Amund Grøndahl Jansen (NOR)   |
| 206   | Christopher Juul-Jensen (DEN) |
| 207   | Luka Mezgec (SLO)             |
| 208   | Nick Schultz (AUS)            |

| Číslo | Jezdec                      |
| ----- | --------------------------- |
| 211   | Franck Bonnamour (FRA)      |
| 212   | Cyril Barthe (FRA)          |
| 213   | Alexis Gougeard (FRA)       |
| 214   | Jérémy Lecroq (FRA)         |
| 215   | Cyril Lemoine (FRA)         |
| 216   | Luca Mozzato (ITA)          |
| 217   | Pierre Rolland (FRA)        |
| 218   | Sebastian Schönberger (AUT) |